# (9310) 1987 SV12
(9310) 1987 SV12 (1987 SV12, 1976 SM3, 1982 VG11) — астероїд головного поясу, відкритий 18 вересня 1987 року.
Тіссеранів параметр щодо Юпітера — 3,175.